# Marcus Johann Nebbien

Nebbien auf einem Gemälde des Würzburger Malers Adam Grünebaum (1826) mit Kindern und seiner dritten Ehefrau Dorothea Antonetta Bockmann

Marcus Johann Nebbien, auch Markus Johannes Nebbien (* 27. Januar 1755 in Lübeck; † 9. Februar 1836 in Frankfurt am Main) war ein deutscher Kaufmann und Frankfurter Zeitungsverleger.

## Leben
Nebbien, der in Kopenhagen ein Handelsgeschäft betrieb, lernte – vermutlich während eines Besuchs der Frankfurter Messe – Anna Maria Jung kennen, das Paar heiratete 1783. Jung war die Tochter des 1773 verstorbenen Buchhändlers und Verlegers Johann David Jung, Stieftochter des Frankfurter Juristen Johann Gottlieb Dietz und Miterbin der 1722 gegründeten „Franckfurter Frag- und Anzeigungsnachrichten“. Es war eine der ältesten deutschsprachigen Anzeigenblätter und erschien zweimal wöchentlich.
Nebbien übersiedelte nach der Heirat nach Frankfurt, arbeitete sich neben seinem Handelsgeschäft am Liebfrauenberg, in das Zeitungs- und Verlagswesen ein und übernahm nach dem Tod seiner Frau 1787 im Jahr 1793 die Geschäfte von Verlag und Zeitung. Seit 1806 führte er das Anzeigenblatt unter dem neuen Titel „Intelligenzblatt der freien Stadt Frankfurt“ fort. Im Großherzogtum Frankfurt konnte Nebbiens Zeitung wegen seiner unpolitischen Haltung weiterhin erscheinen, während alle anderen Frankfurter Blätter verboten wurden.
Die nun zeitweise konkurrenzlose Position verschaffte Nebbien erhebliche Gewinne, die er 1807 aus Spekulationsgründen in den Kauf von sieben Grundstücksparzellen in den aufgelassenen Frankfurter Wallanlagen in der Größe von 9 Morgen investierte. An der „Hohen Strasse“ (heute Hochstraße) ersteigerte er die Grundstücke 10–22, die er ab 1826 an Interessenten verkaufte. Lediglich auf dem langgestreckten Grundstück „Hohe Strasse 18“ ließ er an der Straßenfront ein mehrstöckiges Wohnhaus errichten. Bereits zuvor baute er an der Nordseite der Parzelle ein quadratisches Gartenhaus, das später erweitert wurde, über die Zeiten erhalten blieb und noch heute Nebbiensches Gartenhaus heißt. Nach Nebbiens Tod wurde das Anwesen von der Familie verkauft und das Intelligenzblatt von seinem Neffen Johannes Gottlieb Holzwart weitergeführt. Es nannte sich nach 1910 „Frankfurter Nachrichten und Intelligenz-Blatt“.
Marcus Johann Nebbien war der Neffe des Gartenbauers Christian Heinrich Nebbien.